# Месть: История любви
«Месть: История любви» (англ. Vengeance: A Love Story) — американский триллер режиссёра Джонни Мартина, на основе романа 2003 года «Изнасилование: История любви» писательницы Джойс Кэрол Оутс. Премьера фильма в США состоялась 15 сентября 2017 года.

## Синопсис
Полицейский расследующий изнасилование матери-одиночки, берет правосудие в свои руки, после оправдания нападавших судом присяжных. 

## В ролях
- Николас Кейдж — Джон Дромур
- Дон Джонсон — Джей Киркпатрик
- Анна Хатчисон — Тина Магуайр
- Талита Бейтман — Бети Магуайр
- Дебора Кара Ангер — Агнес
- Шарлин Тилтон — Ирма Флик
- Майкл Пападжон — Брин

## Релиз
27 марта 2017 года фильм был выпущен прямо на видео в Великобритании  
15 сентября 2017 года фильм вышел в американский прокат